# Liste von Stürmen und Orkanen in Deutschland 2020
Die Liste von Stürmen in Deutschland 2020 enthält eine Auswahl von Stürmen, beginnend beim 1. Januar 2020, die über Deutschland gezogen sind. Erfasst werden nur Windstationen des deutschen Wetterdienstes.

## Legende
In der Liste sind nur Stürme erhalten, die mind. einen 100 km/h max. 10 min Mittelwind erreicht haben.

## Liste
| Name in Deutschland | Dauer         | Max Böe in Deutschland (in km/h) | Stärkster 10-min-Wind (in km/h) | Stärkste Böe in Europa |
| ------------------- | ------------- | -------------------------------- | ------------------------------- | ---------------------- |
| Fenja               | 12-15.01.2020 | 0128,20 0(Brocken)               | 0104,00 0(Brocken)              | 0182 (Schottland)      |
| Lolita              | 27-30.01.2020 | 0142,90 0(Brocken)               | 0103,30 0(Brocken)              |                        |
| Mareile             | 28-31.01.2020 | 0132,50 0(Brocken)               | 0100,10 0(Brocken)              |                        |
| Petra               | 03-05.02.2020 | 0145,40 0 (Zugspitze)            | 0102,20 0(Feldberg)             | 0195 0(Frankreich)     |
| Sabine              | 09-11.02.2020 | 0176,80 0(Feldberg)              | 0140,00 0(Brocken)              | 0219 (Frankreich)      |
| Victoria            | 15-18.02.2020 | 0172,10 0 (Brocken)              | 0141,50 0(Brocken)              | 0230 (Großbritannien)  |
| Xanthippe           | 19-22.02.2020 | 0155,9 0(Brocken)                | 0122,00 0(Brocken)              |                        |
| Yulia               | 22-23.02.2020 | 0157,00 0(Brocken)               | 0109,40 0(Brocken)              |                        |
| Bianca              | 25-28.02.2020 | 0164,50 0(Feldberg)              | 0110,90 0(Zugspitze)            |                        |
| Hanna               | 11-12.03.2020 | 0152,40 0(Brocken)               | 0109,80 0(Brocken)              |                        |